# アドベンチャーヒーローブックス
アドベンチャーヒーローブックスは勁文社から刊行されたゲームブックのレーベル。

## 概要
1980年代後半の日本におけるゲームブックブームは、ファミリーコンピュータ（ファミコン）の隆盛と時期が重なっており、ファミコンソフトを題材としたゲームブック作品が複数の出版社から刊行された。アドベンチャーヒーローブックスはその1つであるが、巻を重ねるにつれアニメや実写映像作品も原作として取り入れるようになった。
本レーベルの判型は新書で、基本的に文章は横書きの左開き本である。しかし中にはコミック版と呼ばれる、1ページ1項目の漫画形式の作品があり、これらは文章が縦書きの右開き本となる。
ゲームシステムは作品によって様々だが、バトルポイント表を用いて戦闘処理を行うものが多い。まずゲーム開始時に、A・B・C…の枠の中に任意の数字を割り振る。そして敵と遭遇すると「敵の攻撃力はB+5、あなたの攻撃力はF+6」のように指示され、数値を比べることで勝敗が決まる。サイコロを使用して戦闘時にその場で無作為要素を発生させる手法と違い、最初の設定の時点で成否がある程度決まっている。アイテム不足など別の敗因がなければ、プレイヤーはバトルポイントの割り振りを繰り返して、確実に勝てる設定を模索することになる。

## 作品
ドルアーガの塔外伝
著・絵 : 北殿光徳 / 編 : スタジオ・ハード / 項目数 : 270 / 1985年 ISBN 4-7669-0387-0
勇者ギルガメスが、ドルアーガの塔に挑んでいたころ。王国従士長ノヴァは女神イシターから自分がギルガメスの双子の弟であることを告げられ、ドルアーガの秘密が隠されているという6階建ての塔を載せた城塞戦車ドルアガノンに潜入していた。
エピローグの後も、タワー怪獣ドルアガドンや石像巨人ドルナイトなど、ノヴァが繰り返し6階建ての塔を攻略していくことが示唆されている。イシターによれば、何度も塔を制覇して秘密の限りを知り尽くすことで、兄弟が力を合わせてドルアーガを倒すときが来るという。
チャレンジャー 秘宝よ永遠に！
著 : 北殿光徳、村中江弓子、池田美佐 / 編 : スタジオ・ハード / 絵 :  近藤豊 / 1986年 ISBN 4-7669-0395-1
原作ゲームの後日談的内容。
チャレンジャーはワルドラドの魔の手から、ロスマリー国の王女マリア姫を救出した。しかし、まだ冒険は終わらない。王国の秘宝を奪還するため、チャレンジャーは姫とともに敵の待ち受ける島へと乗り込む。
機動戦士ガンダム 最期の赤い彗星
著 : 山口宏 / 編 : スタジオ・ハード / 1986年 ISBN 4-7669-0398-6
キシリアを殺害し、ザビ家への復習を果たしたシャア・アズナブルは、打倒ザビ家に賛同し、彼を支援した同志達とともに、グワジン級戦艦「アサルム」を奪取し、密かにア・バオア・クーを脱出していた。今後の行く先を決めるためシャアは、まずは親友キグナンに会うために月を目指したが、黒塗りのザンジバルが一隻、アサルムを追尾していた。
ア・バオア・クー戦後、シャアがアクシズに到達するまでの道のりを描いた作品。「機動戦士ガンダム」で設定されたもののアニメには登場しなかった、「ペズン計画」のモビルスーツが登場する。
影の伝説 魔神バラコンダの謎
著 : 竹田明、草野直樹 / 編 : スタジオ・ハード / 絵 : 中村淳一 / 項目数 : 320 / 1986年 ISBN 4-7669-0400-1
原作ゲームの後日談的内容。
伊賀忍者「影」は、雪草妖四郎を倒して霧姫を救い出した。しかし妖四郎の背後にいた妖魔教は、新たに魔神バラコンダを降臨させようとしていた。城主の命を受けた影は、2日後の日食までに城下に散らばった3本の神矢を集め、魔神を封じなければならない。
ゲームは城下を5×8ブロックで表した地図を活用して行われる。なお、作風にあわせてバトルポイント表はA・B・C…ではなく、い・ろ・は…になっている。
コミック版 スーパーマリオブラザーズ外伝
著 : 原田力男 / 作画 : 橘しいな / 項目数 : 215 / 1986年 ISBN 978-4-7669-0424-6
マリオの活躍で平和を取り戻したキノコ王国に、クッパの息子ガルッパの魔手が迫る。
原作ゲームの後日談的内容だが、後年シリーズ化した原作とは雰囲気が異なる。ピーチ姫のロマンスの相手は一介の戦士マリオではなくポテト王国の王子アンドレであり、最初期の設定どおりキノピオは侍女である。そしてカメ一族の王クッパやガルッパはコメディー要素などない凶悪で恐ろしい敵として描かれる。
また「ブラザーズ」の題に反してルイージは登場しない。
機動戦士ガンダム 灼熱の追撃
著 : 山口宏 / 編 : スタジオ・ハード / 絵 : ゆきひろかず、日高誠之 / カバーイラスト : 小林誠 / 項目数 : 380 / 1986年 ISBN 4-7669-0429-X
一年戦争末期、敗色が濃厚となったアフリカ戦線のジオン公国軍は宇宙への撤退を急いでいた。そのさなか、第18補給基地は味方であるはずの特殊攻撃隊「鉄のサソリ」の襲撃で壊滅してしまう。辛くも生き残った少年整備兵ジョン・クエストは、裏切り者に奪われた極秘データ奪回のため、傷ついたモビルスーツで追撃する。しかし敵は「鉄のサソリ」だけではない。交戦相手の地球連邦軍もまたジョンの前に立ちはだかる。果たして彼は基地で帰りを待つ少女ルリアのもとへ戻れるのか。
前作『最後の赤い彗星』では既存のキャラクター「シャア・アズナブル」を起用したのに対し、本書はまったく新しい人物を使うことで、読者がより感情移入しやすくする意図があったと巻末で語られている。
1989年にバンダイ出版から、2025年にはKADOKAWAから、『機動戦士ガンダム0079 灼熱の追撃』として復刊された。
コミック版 ソロモンの鍵外伝
著 : 北殿光徳 / 作画 : 細貝明男 / 項目数 : 215 / 1986年 ISBN 4-7669-0433-8
原作ゲームの後日談的内容（世代交代している）。
闇の世界から現れた魔王バールが、すべての魔物を封じる方法が記された魔法書『ソロモンの鍵』と、妖精の園の王ユトラの孫娘リヒタを奪って城の奥に隠してしまった。ダーナの息子である少年魔法使いガルトはバールを倒すため、妖精エルとともに魔王の城を目指して旅立つ。
エンディングで『ソロモンの鍵』が要求する犠牲を知ったガルトは封印を発動せず、自ら魔物を退治して回ることを選んで、エルをつれて新たな旅へ向かった。
コミック版 スーパーマリオブラザーズ外伝2
著 : 原田力男 / 作画 : 橘しいな / 項目数 : 213 / 1986年 ISBN 4-7669-0432-X
またしても魔物の手でピーチ姫がさらわれた。マリオは犯人の痕跡を追って地底界に降り立ったが、ここでは地上の力を発揮できない。親の仇を探す少女マムに地底での戦い方を教わったマリオは、それぞれの目的のために彼女と協力することにした。
『スーパーマリオブラザーズ2』のゲームブック化ではなく、前作『外伝』の続編である。アンドレ王子も引き続き登場する。
ガルフォース 忘却の惑星
著 : 川守田游、北殿光徳 / 編 : スタジオ・ハード / 絵 : 早田光茂（秋本シゲル）、田中亜紀 / 1986年 ISBN 4-7669-0435-4
カオスを目指して宇宙を旅するラビィたちのもとに、惑星ルミナスからの救援要請が届いた。はたして彼女たちはパラノイドの襲撃を跳ね除けて、元の旅路へ戻ることができるのか。
リンクの冒険 ハイラル英雄伝説
著 : スタジオ・ハード / 絵 :  中村亮 / 1987年 ISBN 4-7669-0518-0
魔王ガルゴアの支配からハイラルの地を解放するため、リンクは勇気のトライフォースの探索行に出た。最終決戦にて「リンク」に関する意外な事実が判明する。
コミック版 スーパースターフォース
著 : なぶらひみ / 作画 : ベッカー鈴木 / 1987年 ISBN 978-4-7669-0512-0
原作ゲームの後日談的内容。
タイムパトロールのラルフは時空のゆがみに気づき、倒したはずのゴーデスが生きていることを知る。再び時を越えた戦いが始まった。
物語はうまくまとまっているが、どれを選べばいいのか手がかりのない選択肢と、逆に明らかすぎる選択肢がほとんどである。
ディーヴァ 女戦士ミリスの挑戦
著 : 草野直樹、刀堂光貴 / 編 : スタジオ・ハード / 絵 : おぐ・ぼっくえ / 項目数 : 410 / 1987年 ISBN 4-7669-0530-X
ヴィシュヌ銀河の制覇をもくろむシヴァ・ルドラ。「紫苑の海賊」の一員ミリス・シャイナは、シヴァ・ルドラの差し向ける帝国軍に敢然と立ち向かう。
戦闘にはサイコロを1個使用する。艦隊戦・パワードスーツ戦・個人戦それぞれに対応した能力とサイコロの出目を加算し、数値の大きいほうが相手の耐久力を減らすという形式である。
難度は低めであり、スペースオペラの主人公らしい行動を取っていればクリア可能。パズル性よりもストーリー性を重視したつくりになっている。
コミック版 新・ゼルダの伝説
著 : 北殿光徳 / 作画 : みやぞえ郁雄 / 項目数 : 218 / 1987年 ISBN 4-7669-0525-3
はるか昔、まだ建国間もないころの大ハイラル王国を大魔王ガノスが襲い、国王の娘ゼルダを水晶に閉じ込めてしまった。武者修行の旅のさなかハイラルに立ち寄った若者リンクは国の窮状を聞き及んで、途中で知り合ったスリの少年コムとともに、ガノスに対抗する3つの秘宝の探索に向かう。
原作ゲームを着想元とし、ハイラルの過去を独自の解釈で描いた作品である。
コミック版 ワイルダー戦士ジレス 暗黒の妖魔惑星
著 : 原田力男 / 作画 : ほしのちあき / 1987年 ISBN 4-7669-0535-0

レリクス 闇からの侵略者
著 : 関島りょう子 / 項目数 : 400 / 1987年 ISBN 4-7669-0549-0
気がつくと、主人公は記憶はおろか肉体まで失っていた。彼は本当の肉体を求めて、敵への憑依を繰り返しながら暗黒の要塞の奥へと進んでいく。
肉体強化が順調であればそれほど苦戦することがない、バランスの取れた作品。テーブルトークRPGでもあまり使わない十二面体サイコロを判定に用いる珍しいゲームブックである。
機動戦士Ζガンダム ジェリド出撃命令
著 : 山口宏 / 編 : スタジオ・ハード / 1987年 ISBN 4-7669-0573-3

コミック版 魔鐘 ルーバス復活の陰謀
著 : 本田裕司 / 作画 : 細貝明男 / 1987年 ISBN 4-7669-0574-1

宇宙刑事シャイダー 挑戦者時空を越えて
著 : 塩田信之 / 絵 : 近藤豊 / 編 : スタジオ・ハード / 1987年 ISBN 4-7669-0585-7
シリーズ初の実写作品を原作としたゲームブック。
メルヘンヴェール 妖怪バーニバオの謎
著 : アイ・ランド / 編 : シマ企画 / 1987年 ISBN 4-7669-0586-5

コミック版 アルゴスの戦士外伝 聖戦士誕生
著 : 原田力男 / 作画 : ほしのちあき / 項目数 : 214 / 1987年 ISBN 4-7669-0599-7
アルゴスの戦士アランに倒されたはずの獣王ライガーが蘇ろうとしていた。先の戦いで力を授けてくれた五闘神が謎の青い閃光で石化してしまった今、アランは新たな力を得るため、聖剣ガヴァリがあるという天空の城ジェピタを目指す。
物語は大天使マリウスから聖剣を授けられ、アランが聖戦士となったところで終わる。ライガーとの再戦のゆくえは想像にゆだねられている。
禁断の黙示録 クリスタル・トライアングル
著 : 草野直樹、黒トレス / 編 : スタジオ・ハード / 絵 :  赤井孝美 / 1987年 ISBN 4-7669-0600-4
モーゼが神から与えられたのは表の十戒であり、この世には裏の十戒もまた存在するという。その謎を秘めたクリスタルをめぐる争奪戦の果て、最後に勝利するのは誰か。
ディープダンジョン ルウの遺産
著 : 関島りょう子 / 1987年 ISBN 4-7669-0601-2
伝説の勇士が財宝とともに魔物を封じ込めたと言われるドールの城。そして今、封を破って魔物が地上に現れだした。主人公は魔物の王を倒してドールに平和を取り戻し、財宝を手に入れることができるのだろうか。
コミック版 アテナ 幻想界の大妖魔
著 : メディコン / 作画 : 林ひさお / 1987年 ISBN 4-7669-0602-0

コミック版 愛戦士ニコル 宇宙の絆
著 : 河野治彦 / 作画 : みやぞえ郁雄 / 1987年 ISBN 4-7669-0616-0

装甲騎兵ボトムズ 復讐の惑星シド
著 : スタジオ・ハード（上原尚子、草野直樹、山口宏、ゆきひろかず） /  絵 : 草彅琢仁 / 1987年 ISBN 4-7669-0617-9
アストラギウス銀河を二分する大戦のさなか、辺境の惑星シドで復讐の旅に出る男がいた。彼の名はジェイク・ジェイミット。ギルガメス軍特殊部隊「死の竜騎兵」の曹長である。
クレオパトラの魔宝 古代王朝の王冠
著 : アイ・ランド / 編 : シマ企画 / 1987年 ISBN 4-7669-0618-7
2000年前にタイムスリップした主人公が現れたのは、悪霊により荒れ果てたエジプト王国だった。美しき女王クレオパトラの待ち望む勇者となってエジプトを救い、もとの時代へと帰還できるか。
超音速攻撃ヘリ エアウルフ 東京極秘指令
著 : 椎葉克宏 / 編 : メディア・コンセプション / 1987年 ISBN 4-7669-0619-5
東京で1万人もの大量殺人が計画されていた。それは、日本近海での環太平洋合同軍事演習で極秘に披露される予定の新型戦闘機に世界の耳目を誘導するための陰謀だった。アークエンジェル（CIA）の命を受けたホークとドミニクは、計画阻止のためにエアーウルフで日本に向かう。
コミック版 未来神話ジャーヴァス 闇の反逆者
著 : 本田裕司 / 作画 : 細貝明男 / 1987年 ISBN 4-7669-0628-4

ナイトライダー 無人兵器ゴリアテの挑戦
著 : 千葉暁、渡部聖 / 構成 : 伸童舎 / 絵 : 武半慎吾 / 項目数 : 311 / 1987年 ISBN 4-7669-0629-2
ドリームカー「ナイト2000」を駆って悪と戦う現代の騎士、マイケル・ナイト。今回彼が受けた任務は、アリゾナ州郊外の陸軍基地から暴走して行方不明となった無人兵器の調査だった。
作中では原作第2シーズンに登場したトレーラー「ゴライアス」への言及があるが、兵器として造られ超高性能コンピュータを搭載した今回の敵「ゴリアテ」はさらに強大な武力を有する。
サラマンダ ラティス救出作戦
著 : 大出光貴、ひぐち&ぴろてん / 編 : スタジオ・ハード / 絵 :不敵万才 / 1987年 ISBN 4-7669-0630-6
サラマンダ軍の襲撃を受けたラティス星の王子は、グラディウスに救いを求めた。戦士ケインの乗る超次元戦闘機ビックバイパーが出撃する。
ウルティマ ブリタニア王国の危機
著 : 菊島恵三、関島りょう子 / 1987年 ISBN 4-7669-0631-4
このシリーズでは珍しい双方向型ゲームブック。仲間も魔を封じるカードも失った主人公の運命やいかに。
同じ人に再度会うと違う反応が返ってくるなど、会話に力が入っている。また、ストーリーが勝手に進行するような難もない。
コミック版 聖剣サイコカリバー外伝
著 : 安藤晶 / 作画 : 阿部高明 / 1987年 ISBN 4-7669-0643-8

ミネルバトンサーガ 暗黒神ゾーンの復讐
著 : アイ・ランド / 編 : シマ企画 / 絵 : さとうこう / 項目数 : 401 / 1987年 ISBN 4-7669-0644-6
ビッグバンが起こる以前に存在していた世界「ミネルバトン」を闇に変えた暗黒神ゾーンの息子ラゴンは、パルメキア国の王子によって討たれた。しかし今度は、息子の復讐のためにゾーン神自らが乗り出してきた。王子は暗黒神を封じる4つの秘宝「アトムクロス」を集める旅に出る。
エンディングでは王子の活躍によって光が取り戻されるが、その後の長い平和に慣れきった人々の心が荒み、醜い争いを繰りひろげるようになった結果、人間に失望した全能の神がミネルバトンを消滅させ新たな宇宙を創り出すに至る経緯が書かれている。
カリーンの剣外伝 魔道士伝説
著 : 塩田信之 / 編 : スタジオ・ハード / 絵 : 中村亮 / 項目数 : 400 / 1987年 ISBN 4-7669-0645-4
魔物におびやかされるアリタニア国を救い、行方不明の魔導師グラドリフを捜索するため、勇者アレースが派遣された。その一方で、グラドリフの弟子クレイもまた師匠を探す旅に出た。勇者と協力しつつ謎に迫るクレイが最後に見出す真実とは。
最後の選択でエンディングが2つに分岐する。
耐熱装甲レガシアム G計画撃滅作戦
著 : 草野直樹 / 編 : スタジオ・ハード / 1987年 ISBN 4-7669-0654-3

ガルフォース2 カオス秘密基地を叩け
著 : 北川昌弘 / 編 : ワンズ / 1987年 ISBN 4-7669-0655-1

悪霊の館 怪人ラプリンスの挑戦
著 : アイ・ランド / 編 : シマ企画 / 1987年 ISBN 4-7669-0656-X

仮面ライダーBLACK 魔軍のバトル
著 : 滝沢一穂 / 編 : スタジオ・ハード / 絵 : 近藤豊 /1987年 ISBN 4-7669-0668-3
暗黒結社ゴルゴムとの戦いを繰り広げる仮面ライダーBLACKの前に、新たな謎の軍団ダークシャインが現れる。
ファイナルファンタジー クリスタル継承伝説
著 : 三原治、上原尚子 / 編 : スタジオ・ハード / 絵 : 渡部美恵子 / 1987年 ISBN 4-7669-0669-1

邪聖剣ネクロマンサー イシュメリア魔空戦記
著 : 上原尚子 / 編 : スタジオ・ハード / 絵 : 青木邦夫 / 1988年 ISBN 4-7669-0680-2
邪神アザトースが復活し、魔物たちがイシュメリア王国を蹂躙していく。王女アーイシャは、アザトースを倒す唯一の武器、邪聖剣ネクロマンサーを求める旅に出た。
迷路版 怪人ラプリンスの挑戦2 獄門島の決闘
著 : アイ・ランド / 編 : シマ企画 / 1987年 ISBN 4-7669-0684-5
どんな迷路も踏破してしまう少年に、迷宮・迷路界の支配者「怪人ラプリンス」が再び挑戦する。少年が連れて行かれたのは、脱出者ゼロの「獄門島」だった。
聖戦士ダンバイン 妖魔城塞ザーウェル
著 : 山口宏 / 編 : スタジオ・ハード /  絵 : 草彅琢仁 / 1988年 ISBN 4-7669-0700-0

機動戦士ガンダム シャアの帰還 逆襲のシャア外伝
著 : 草野直樹、日高誠之 / 編 : スタジオ・ハード / 1988年 ISBN 978-4-7669-0717-9

探偵 神宮寺三郎 原宿・表参道殺人事件
著 : 関島りょう子 / 編 : 菊島恵三 / 1988年 ISBN 4-7669-0718-3

アシュギーネ 爬人の邪都
著 : 滝沢一穂、 木川明彦 / 編 : スタジオ・ハード / 絵 : 横山宏、高橋徹也 / 1988年 ISBN 4-7669-0753-1
爬虫人類グールに殺された両親の復讐のため、戦士アシュギーネのたったひとりの反撃が始まる。
ディープダンジョン3 魔界都市からの脱出
著 : 臼杵明宏 / 1988年 ISBN 4-7669-0759-0
ディリージュの街に迷い込んだ男は、外界への出口が危険な地下迷路しかないことを知る。
『ディープダンジョン2』はゲームブック化されていないため、本書がシリーズ第2弾となる。今回はパーティ制を採用。